# De har et moderland
De har et moderland (russisk: У них есть Родина) er en sovjetisk film fra 1949 af Aleksandr Fajntsimmer og Vladimir Legosjin.

## Medvirkende
- Natasja Zasjjipina som Ira Sokolova
- Ljonja Kotov som Sasja Butuzov
- Pavel Kadotjnikov som Aleksej Dobrynin
- Vera Maretskaja
- Vsevolod Sanajev som Vsevolod Sorokin